# 園田競馬場
園田競馬場（日语：園田競馬場），是位於日本兵庫縣尼崎市的競馬場。此競馬場由隸屬地方競馬的兵庫縣競馬組合營運，可容納17,400名觀衆。

## 歷史
1930年12月，園田競馬場落成，當時主要舉辦阿拉伯馬的賽事。
1999年，競馬場開始舉辦純種馬賽事，亦因如此進行裝修工程。
2004年8月，由於日本國內阿拉伯馬產業逐漸式微，因而園田競馬場亦取消阿拉伯馬賽事。
2012年，開始施行夜馬，同時亦設置照明塔以應付需求。

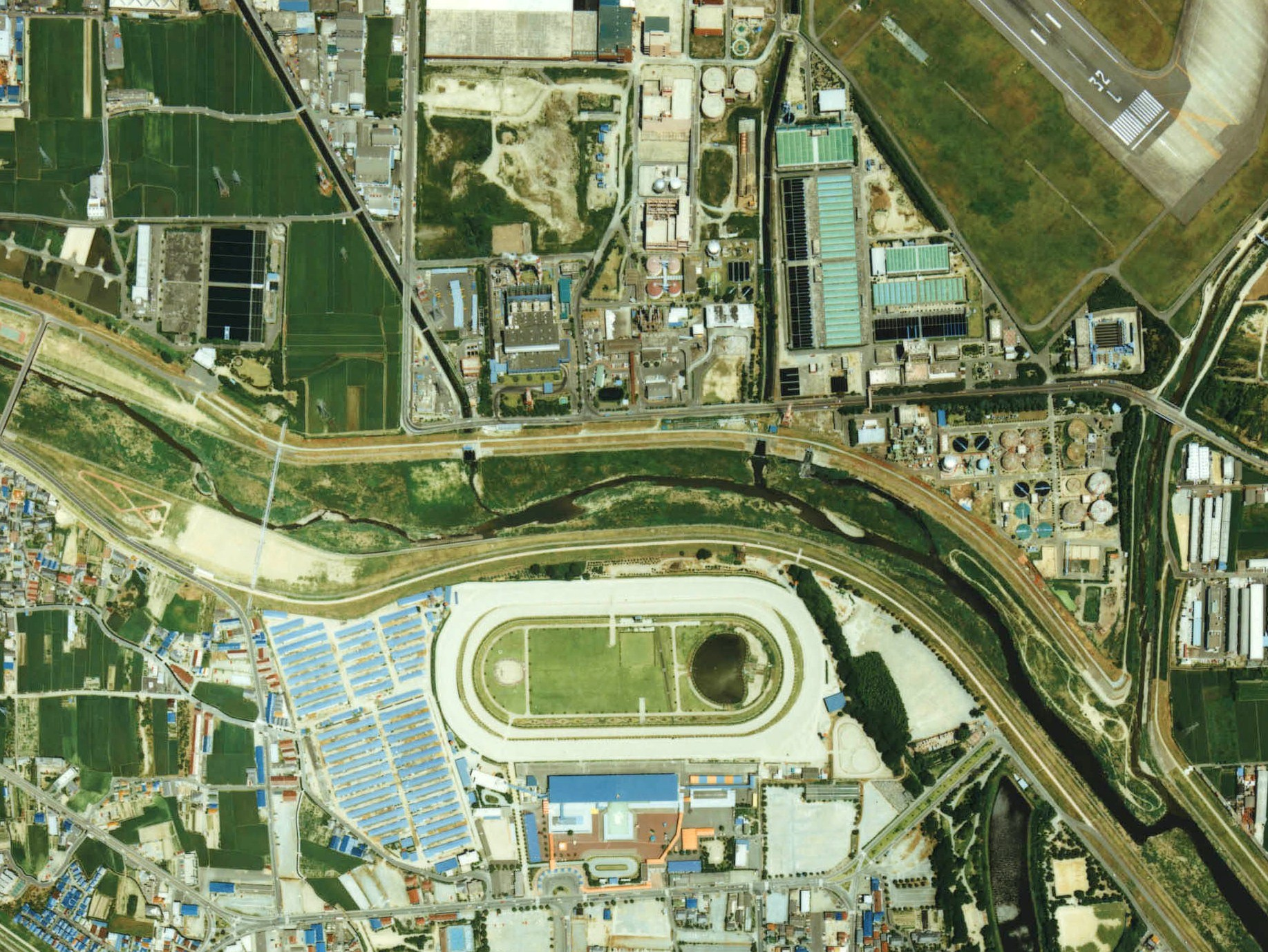
裝修前的園田競馬場鳥瞰圖，攝於1985年

## 跑道
泥地跑道全場1051.0米，闊22米，直路場246米。

### 賽事距離
泥地跑道：820米、1230米、1400米、1700米、1870米、2400米

### 賽道記錄

#### 泥地
| 距離   | 時間   | 馬匹              | 性齡 | 負重 | 騎師     | 練馬師   | 紀錄創造日 | 賽事級別   | 賽事名稱           |
| ------ | ------ | ----------------- | ---- | ---- | -------- | -------- | ---------- | ---------- | ------------------ |
| 820米  | 0:48.1 | Eishin Marronnier | 雄5  | 57   | 川原正一 | 橋本忠男 | 21/8/2012  | 兵庫重賞II | 園田FC短途錦標     |
| 1230米 | 1:15.5 | Best Titan        | 雄6  | 56   | 下原里   | 齊藤裕   | 29/5/2008  |            | 園田友誼盃         |
| 1400米 | 1:25.3 | My Taizan         | 雄7  | 57   | 杉浦健太 | 新井隆太 | 11/3/2020  |            | 神戶牛特別         |
| 1700米 | 1:46.3 | Trot Hero         | 閹4  | 51   | 岩田康誠 | 清水正人 | 14/8/2003  |            | 攝津盃             |
| 1870米 | 1:56.7 | 赤兔馬            | 雄6  | 57   | 武豐     | 石坂正   | 3/11/2008  | 地方GI     | 日本育馬場盃經典賽 |
| 2400米 | 2:35.6 | Maruyo Phoenix    | 雄7  | 56   | 尾島徹   | 柴田高志 | 9/3/2011   | 兵庫重賞I  | 六甲盃             |

## 交通
在賽事舉行期間，會有免費接駁巴士來往競馬場和阪急電鐵園田站及阪神電氣鐵道尼崎站。

## 主要賽事

### 日本一級賽

#### 由各競馬場輪流舉辦之賽事
日本育馬場盃經典賽（JBCクラシック），泥地1870米，3歲或以上，2008年舉辦。
日本育馬場盃短途賽（JBCスプリント），泥地，1400米，3歲或以上，2008年舉辦。

### 日本二級賽
兵庫青年大獎賽（兵庫ジュニアグランプリ），泥地1400米，2歲。
兵庫冠軍錦標（兵庫チャンピオンシップ），泥地1400米，3歲。

### 日本三級賽
兵庫金盃（兵庫ゴールドトロフィー），泥地1400米，3歲或以上。
兵庫女王盃（兵庫女王盃），泥地1870米，4歲或以上雌馬。

### 兵庫一級重賞
園田青年盃（園田ジュニアカップ），泥地1700米，2歲兵庫所屬馬。
園田未來之星錦標（ネクストスター園田），泥地1400米，2歲兵庫所屬馬。
菊水賞（菊水賞），泥地1700米，3歲兵庫所屬馬。
野路菊賞（のじぎく賞），泥地1700米，3歲地方所屬馬。
兵庫打吡（兵庫ダービー），泥地1870米，3歲兵庫所屬馬。
園田秋季盃（園田オータムトロフィー），泥地1700米，3歲兵庫所屬馬。
楠賞（楠賞），泥地1400米，3歲地方所屬馬。
西日本經典賽（西日本クラシック），泥地1970米，3歲兵庫、佐賀、高知、東海、石川所屬馬。
新春賞（新春賞），泥地1870米，4歲或以上兵庫所屬馬。
白鸛賞（コウノトリ賞），泥地1870米，4歲或以上兵庫所屬雌馬。
兵庫大賞典（兵庫大賞典），泥地1400米，4歲或以上兵庫所屬馬。
六甲盃（六甲盃），泥地1870米，4歲或以上地方所屬馬。
兵庫夏季女王賞（兵庫サマークイーン賞），泥地1700米，3歲或以上地方所屬雌馬。
姬山菊花賞（姫山菊花賞），泥地1700米，3歲或以上兵庫、東海、石川、南關東所屬馬。
園田金盃（園田金盃），泥地1870米，3歲或以上兵庫所屬馬。

#### 由各競馬場輪流舉辦之賽事
西日本未來之星錦標（ネクストスター西日本），泥地1400米，3歲兵庫、佐賀、高知所屬馬，計劃2024年舉辦。
西日本打吡（西日本ダービ），泥地1870米，3歲兵庫、佐賀、高知、東海、石川所屬馬，2016年、2022年舉辦。

### 兵庫二級重賞
兵庫兩歲盃（兵庫ジュベナイルカップ），泥地1400米，2歲兵庫所屬馬。
園田公主盃（園田プリンセスカップ），泥地1400米，2歲地方所屬雌馬。
園田FC短途錦標（園田FCスプリント），泥地820米，3歲或以上兵庫、高知所屬馬。
園田挑戰盃（園田チャレンジカップ），泥地1400米，3歲或以上兵庫、高知、東海、石川所屬馬。
兵庫黃金盃（兵庫ゴールドカップ），泥地1230米，3歲或以上地方所屬馬。
兵庫女王盃（兵庫クイーンカップ），泥地1870米，3歲或以上兵庫、佐賀、高知、東海、石川所屬雌馬。

## 外部連結
- 维基共享资源上的相關多媒體資源：園田競馬場
- 兵庫縣競馬組合 （页面存档备份，存于）

34°54′59.7″N 135°26′42.7″E / 34.916583°N 135.445194°E